# Perdus (chanson d'Angèle)
Pour l’article homonyme, voir Perdus.
Singles de Angèle
Flou
(2019) Oui ou Non
(2019)
Clip vidéo
[vidéo] « Perdus », sur YouTube
Perdus est une chanson de la chanteuse belge Angèle, sortie le 10 octobre 2019. C'est le huitième single de son premier album Brol et le premier single de sa réédition Brol, La Suite.
Cette chanson parle de la fin de sa relation avec Léo Walk.

## Liste de titre
| 1. | Perdus | Angèle Van Laeken | 3:03 |

## Classements

### Classements hebdomadaires
| Classement (2019)                        | Meilleure position |
| ---------------------------------------- | ------------------ |
| Belgique (Flandre Ultratip 100)          | 15                 |
| Belgique (Flandre Ultratop R&B/Hip-Hop)  | 20                 |
| Belgique (Wallonie Ultratop 50 Singles)  | 11                 |
| Belgique (Wallonie Ultratop 50 Airplay)  | 39                 |
| Belgique (Wallonie Ultratop R&B/Hip-Hop) | 2                  |
| France (SNEP)                            | 8                  |
| France (SNEP Streaming)                  | 8                  |
| France (SNEP Téléchargement)             | 10                 |
| Suisse (Schweizer Hitparade)             | 58                 |
| Suisse (Charts Romandie)                 | 17                 |

## Historique de sortie
| Pays     | Date            | Format                    | Label     |
| -------- | --------------- | ------------------------- | --------- |
| Belgique | 10 octobre 2019 | Téléchargement, streaming | Angèle VL |